# Chemieingenieurwesen
Das Chemieingenieurwesen bzw. die Chemietechnik befasst sich mit der Umsetzung von Materialien oder Chemikalien im technischen Maßstab. Hierbei bedient sich der Chemieingenieur naturwissenschaftlicher und mathematischer Erkenntnisse, um zu einem funktionierenden, aber auch wirtschaftlichen, sicheren und umweltfreundlichen Verfahren zur Stoffumwandlung zu gelangen. Das Chemieingenieurwesen ist eng verwandt mit der Verfahrenstechnik.

## Geschichte
Zu Beginn des 20. Jahrhunderts arbeiteten in der chemischen Industrie Chemiker und Maschinenbauer zusammen, z. B. bei der Konstruktion von Reaktoren und Kesseln, die teilweise erheblichen Belastungen ausgesetzt waren (600 °C und 100 bar). An dieser Schnittstelle entwickelte sich schließlich die neue Disziplin des Chemieingenieurwesens, deren Absolventen heute in der chemischen Industrie dominieren.

## Grundlegende Aufgaben
Das grundlegende Arbeitsmittel im Chemieingenieurwesen ist die Bilanzierung von Stoffmengen-, Massen- und Energieströmen. Durch die Anwendung der Gesetze der Massen- und Energieerhaltung auf ganze Anlagen, Anlagenteile (Grundoperationen) oder einzelne Bauteile können die zum Bau und Betrieb dieser Teile notwendigen Daten berechnet werden. Zusätzlich finden Gesetze und Erkenntnisse der Thermodynamik, des Wärme- und Stofftransports, der Strömungsmechanik und der Reaktionskinetik Anwendung.
Da eine Anlage nicht nur wirtschaftlich  arbeiten soll, sondern auch hohen sicherheitstechnischen Ansprüchen genügen muss, sind Betrachtungen der mechanischen und chemisch-korrosiven Belastbarkeit der eingesetzten Werkstoffe unerlässlich.
In den letzten Jahren hat sich der Fokus des Chemieingenieurs zunehmend von den Verfahren an sich, hin zur maßgeschneiderten Produktentwicklung verlagert. Hierbei ist das Ziel, durch gezielte Wahl der Prozessparameter vollkommen neue Produkteigenschaften zu verwirklichen.
Zudem bedienen sich Chemieingenieure numerischer Methoden zur Simulation von komplexen Vorgängen.
Die Disziplin des Chemieingenieurwesens ist nicht nur aus der Schnittstelle zwischen Chemie und Maschinenbau entstanden, sondern stellt heutzutage auch die zentrale kommunikative Schnittstelle zwischen den verschiedenen Naturwissenschaften und Ingenieurdisziplinen in der chemischen Industrie dar, die in Planung, Bau und Betrieb einer chemischen Anlage involviert sind, z. B. Chemie, Maschinenbau, Elektrotechnik, Automatisierungstechnik, aber auch Betriebswirtschaftslehre.

## Studieninhalte
Das Studium des Chemieingenieurwesens ist technisch-naturwissenschaftlich orientiert und vermittelt notwendige Kenntnisse in den Fächern Mathematik, Chemie und  Physik mit Schwerpunkten auf technische Umsetzungen und betriebliche Gegebenheiten  (Anlagensicherheit, Brandschutz, Explosionsschutz, Betriebswirtschaft, Rechtswissenschaften, Arbeitswissenschaften u. a.). Die Regelstudienzeit beträgt 10 Semester.
Studienschwerpunkte bzw. -ausrichtungen variieren zwischen einzelnen Ausbildungsstätten. An vielen Universitäten werden die Studierenden im ingenieurtechnischen Teil der Ausbildung mit Maschinenbau-Ingenieuren gemeinsam ausgebildet, während sie in chemischen Fächern mit Studenten der Naturwissenschaften gleiche Fächer belegen. Der Studiengang stellt hohe Anforderungen an mathematisch-physikalische Kenntnisse. Bundesweite Zulassungsbeschränkungen existieren nicht.
Der Student darf keine besondere Empfindlichkeit gegenüber gängigen Laborchemikalien besitzen und muss in der Lage sein, mehrere Stunden im Stehen zu arbeiten. Im Unterschied zum Chemiestudium findet, aufgrund des
Vorranges der technischen Ausbildung, der Großteil der Laborpraktika in der Regel während der vorlesungsfreien Zeit statt.
Im Grundstudium werden die mathematisch-naturwissenschaftlichen und technischen Grundlagen vermittelt. Neben Vorlesungen und Übungen sind die chemischen Praktika wesentlicher Bestandteil des Studiums. Das Grundstudium  umfasst im Allgemeinen folgende Lehrveranstaltungen und dauert in der Regel vier Semester:
- Mathematik
- Informatik
- Physik
- Anorganische Chemie
- Organische Chemie
- Analytische Chemie
- Physikalische Chemie
- Biochemie
- Toxikologie
- Technische Mechanik
- Fertigungstechnik
- Technisches Zeichnen
- Thermodynamik
- Strömungslehre
- Messtechnik
- Automatisierung
- Chemikalienrecht
- Fremdsprache
- Laborpraktika zu den jeweiligen Lehrveranstaltungen der Chemie
- ein mehrwöchiges Praktikum (in der Regel 6 Wochen) in einem typischen Betrieb des Maschinenbaus

Daneben sollen die Studierenden auch befähigt werden, ihrer wirtschaftlichen, sozialen und ökologischen Verantwortung gerecht zu werden. Deshalb umfasst das Studium neben den naturwissenschaftlichen und technischen Fächern auch Pflicht- und Wahlpflichtfächer zu Gebieten des Umweltschutzes, der Technikfolgenabschätzung, der Ingenieurethik sowie der Energie- und Rohstoffeinsparung:
Das Hauptstudium gliedert sich in zwei Abschnitte, die jeweils 2 Semester umfassen; zwischen diesen Abschnitten liegt das Praktikumssemester.
Im ersten Abschnitt des Hauptstudiums stehen die speziellen ingenieurwissenschaftlichen und naturwissenschaftlichen Grundlagenfächer, die für das Chemie-Ingenieurwesen von Bedeutung sind, im Mittelpunkt (Mechanische, Thermische, Chemische Verfahrenstechnik, Automatisierungstechnik, Technische Biochemie, Technisch-Chemisches Praktikum usw.).
Im zweiten Teil des Hauptstudiums (Vertiefungsstudium) erfolgt die Vertiefung der naturwissenschaftlichen und ingenieurwissenschaftlichen Grundlagen. Dabei stehen methodisches und typisches Vorgehen bei der Lösung von Aufgabenstellungen im Vordergrund. Gelehrt werden das Erkennen und Lösen umfangreicher Aufgaben auch unter Einbeziehung wirtschaftlicher, ökologischer und gesellschafts- und anwendungsbezogener Problemstellungen.
Im Hauptstudium sind, wie in Ingenieurdisziplinen üblich, zwei Studienarbeiten (Projektarbeit und Großer Beleg) anzufertigen.
Im Rahmen der Umstellung der Diplomstudiengänge auf Bachelor und Master zeichnet sich ab, dass sich die Verschiedenartigkeit der Bachelorstudiengänge eher vergrößert und somit ein Studienortswechsel erschwert wird. Weiterhin wird davon ausgegangen, dass mehr als 90 % der Studierenden das Studium mit einem Master abschließen.

## Disziplinen
Disziplinen des Chemieingenieurwesens sind:
- Anlagensteuerungstechnik
- Anlagentechnik
- Beschichtungstechnik/Lackingenieurwesen
- Bioverfahrenstechnik
- Chemieapparatebau
- Technische Elektrochemie
- Katalysatorentwicklung
- Lebensmitteltechnik
- Mechanische Verfahrenstechnik
- Reaktionstechnik
- Sicherheitstechnik
- Strömungsmechanik
- Technische (Bio-)Chemie
- Thermische Verfahrenstechnik
- (Technische) Thermodynamik
- Trennverfahren
- Umwelttechnik
- Verbrennungstechnik
- Werkstoffkunde

## Berufseinsatz
In der Wirtschaft besteht ein zunehmender Bedarf an interdisziplinär ausgebildeten Ingenieuren, die sowohl über chemisch-stoffliches als auch ingenieurwissenschaftliches Fachwissen verfügen.
Der Chemieingenieur wird vor allem in der Produktentwicklung und bei der Anwendung von Gütern, die überwiegend mit verfahrenstechnischen Methoden hergestellt werden, zum Einsatz kommen. In den folgenden Industriezweigen werden Chemieingenieure vorrangig ihre berufliche Tätigkeit aufnehmen:
- Chemieindustrie
- Pharmaindustrie
- Umwelt- und Energietechnik
- Biotechnologie
- Lebensmittelindustrie
- Papierindustrie
- Öffentlicher Dienst

Die Absolventen können sowohl im industriellen und gewerblichen Bereich als auch in der Verwaltung, in der Forschung und auch in Lehre, Aus- und Weiterbildung tätig werden.

## Organisationen für Chemieingenieure
Wichtige Organisationen für Chemieingenieure in Deutschland sind:
- Gesellschaft für Chemische Technik und Biotechnologie e. V.
- VDI mit der Fachorganisation Gesellschaft Verfahrenstechnik und Chemieingenieurwesen (GVC)
- Gesellschaft deutscher Chemiker e. V.
- American Institute of Chemical Engineers

## Studiengänge
Der Studiengang Chemieingenieurwesen wird unter anderem an folgenden Hochschulen in Deutschland als grundständiger Studiengang oder Vertiefungsrichtung angeboten:
- Fachhochschule Aachen (Angewandte Chemie und Biotechnologie)
- Berliner Hochschule für Technik (Pharma- und Chemietechnik)
- Technische Universität Berlin
- Technische Universität Braunschweig
- Hochschule Bremerhaven
- Technische Universität Clausthal
- Hochschule Darmstadt
- Technische Universität Dortmund
- Hochschule für Technik und Wirtschaft Dresden
- Technische Universität Dresden
- Hochschule Emden/Leer (Chemie-/Umwelttechnik, Biotechnologie)
- Friedrich-Alexander-Universität Erlangen-Nürnberg (Chemie- und Bioingenieurwesen)
- Hochschule Esslingen
- Frankfurt University of Applied Sciences, Hochschule Frankfurt (Bioverfahrenstechnik)
- TU Bergakademie Freiberg (Chemische Verfahrenstechnik)
- Hochschule Fresenius
- Hochschule Kaiserslautern
- Rheinland-Pfälzische Technische Universität Kaiserslautern-Landau, in Kaiserslautern
- Karlsruher Institut für Technologie
- Fachhochschule Lausitz
- Technische Hochschule Lübeck
- Technische Hochschule Mannheim
- FH Merseburg (Chemie- und Umwelttechnik)
- Technische Universität München
- Fachhochschule Münster
- Hochschule Niederrhein (Krefeld)
- Technische Hochschule Nürnberg Georg Simon Ohm
- Carl von Ossietzky Universität Oldenburg
- Universität Paderborn
- Provadis School of International Management and Technology
- Technische Hochschule Rosenheim (Campus Burghausen)
- Universität Stuttgart
- Universität Ulm
- Otto-von-Guericke-Universität Magdeburg
- Technische Universität Hamburg (TUHH)